# Listă de compozitori de muzică cultă: V

## Va
- Moisei Vainberg (1919 - 1996)
- Edgar Valcárcel Arze (n. 1932)
- Fartein Valen (1887 - 1952)
- Roberto Valentino Inglese (1680 - ca. 1735)
- Adriaen Valerius
- Nicolaes Vallet (1583 - ca. 1645)
- Zeno Octavian Vancea (1900 - 1990)
- Johann Baptist Vanhal (1739 - 1813)
- José Vaquedano (ca. 1642 - 1711)
- Edgar Varèse (1885 - 1965)
- Ovidiu Varga (1913 - 1993)
- Emil Vasilescu (1907 - 1971)
- Peteris Vasks (n. 1946)
- Ralph Vaughan Williams (1872 - 1958)

## Ve
- Orazio Vecchi (1550 - 1605)
- Luis Venegas de Henestrosa (în jur de 1510 - în jur de 1557)
- Francesco Maria Veracini (1690 - 1768)
- Theo Verbey (n. 1959)
- Jean Verbonet (in jur de 1500)
- Carl Verbraeken (n. 1950)
- Giuseppe Verdi (1813 - 1901)
- Sándor Veress (1907 - 1992)
- Johannes Verhulst (1816 - 1891)
- Matthijs Vermeulen (1888 - 1967)
- Jan Baptist Verrijt (în jur de 1600 - 1650)

## Vi
- José Vianna da Motta (1868- 1948)
- Pauline Viardot-García (1821 - 1910)
- Nicola Vicentino (1511 - 1576)
- Tomás Luis de Victoria (1548 - 1611)
- Ion Vidu (1863 - 1931)
- Johann Gottfried Vierling (1750-1813)
- Louis Vierne (1870 - 1937)
- Anatol Vieru (1926 - 1998)
- Henri Vieuxtemps (1820 - 1881)
- Heitor Villa-Lobos (1887 - 1959)
- Alexander Villinger (n. 1953)
- Giovanni Battista Viotti (1755 - 1824)
- Philippe de Vitry (1291 - 1361)
- Antonio Vivaldi (1678 - 1741)
- Giovanni Buonaventura Viviani (1638) - (1692)
- Claude Vivier (1948-1983)
- Pančo Vladigerov (1899 - 1978)

## Vl
- Roman Vlad (n. 1919)
- Jan van Vlijmen (1935 - 2004)

## Vo
- Samuel Voelckel (in jur de 1560 - in jur de 1617)
- Kevin Volans (n. 1949)
- Robert Volkmann (1815 - 1883)
- Alexander Voormolen (1895 - 1980)
- Jan Václav Voříšek (1791 - 1825)
- Isidor Vorobchievici (1836 - 1903)

## Vr
- Jan Vriend (n. 1938)
- Klaas de Vries (n. 1944)